# Łętownia (województwo małopolskie)

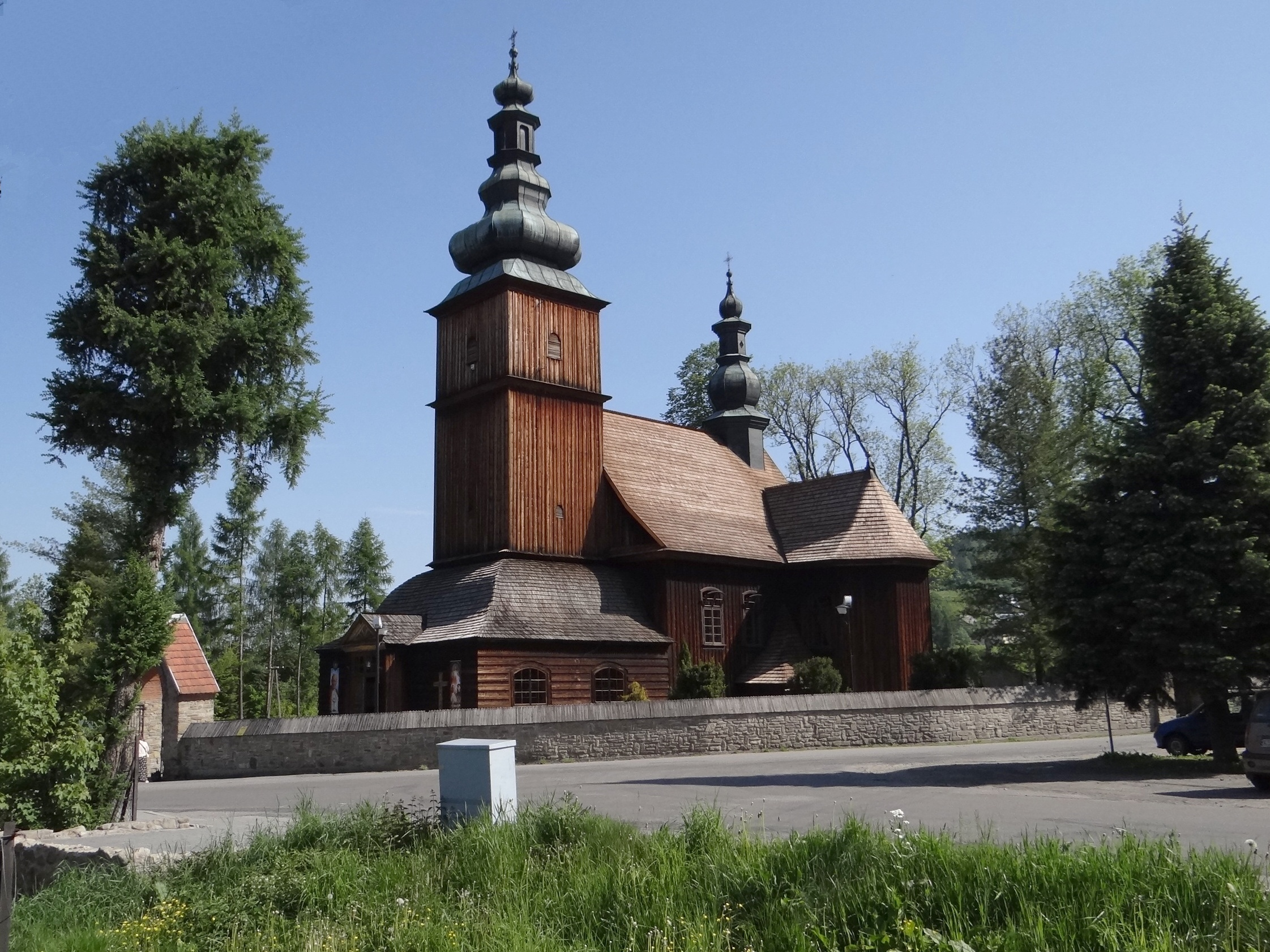
Kościół w Łętowni

Łętownia – wieś w Polsce położona w województwie małopolskim, w powiecie suskim, w gminie Jordanów.
Integralne części wsi Łętownia:
przysiółkiChlebkowa, Na Groniu, Walasówka
osadyKlimasowa
części wsiBacowa, Bańcerówka, Bargłowa, Bąbolowa, Bielowa, Bolowa, Budowa, Cebulowa, Ciszczonkowa, Ciszczonowa, Czarnotowa, Firkówka, Garncarzowa, Gąsiorowa, Gliniki, Gorylowa, Gościejowa, Jagusiowa, Jakubczęciowa, Jasionkowa, Knapikowa, Kościelnowa, Kowalczęciowa, Kubaczkowa, Lachowa, Lawrowa, Makuch Niżni, Makuch Wyżni, Potok, Saguchowa, Szwajcowa, Szyszkowa, Wichrowa, Wójcikówka, Zagrody Niżnie, Zagrody Wyżnie, Zębalowa, Zwięgadłowa.
Do 1954 roku istniała gmina Łętownia. W latach 1954–1972 wieś należała i była siedzibą władz gromady Łętownia. W latach 1975–1998 miejscowość administracyjnie należała do województwa nowosądeckiego.

## Położenie
Tereny Łętowni pod względem fizyczno-geograficznym należą do prowincji Karpat, podprowincji Zewnętrznych Karpat Zachodnich, makroregionu Beskidów Zachodnich. Wieś leży na styku mezoregionów Beskidu Makowskiego (zwanego także Średnim) i Beskidu Wyspowego, w dolinie potoku Łętówka. Jej zabudowania rozłożone są pomiędzy połogimi grzbietami oddzielającymi dolinę Łętówki od doliny Naprawki, a przełomem Łętówki między Łysą Górą a Holą w masywie Zębalowej. Centralna część wsi położona jest na wysokości ok. 500 m n.p.m. Łętownia zajmuje obszar 22,5 km². W pobliżu wsi (4 km) przebiega ważna trasa drogowa Kraków – Zakopane (droga ekspresowa S7, tzw. Zakopianka).
Miejscowość liczy ok. 2800 mieszkańców. Dobre położenie komunikacyjne i bliskość Jordanowa, Rabki, a nawet Zakopanego i Krakowa korzystnie wpływają na rozwój Łętowni.

## Historia
W średniowieczu przez Łętownię przebiegał ważny szlak handlowy zwany „drogą polską”, biegnący z Krakowa przez Myślenice i przełęcz Spytkowicką do sąsiednich Węgier. Tym szlakiem szli Tatarzy podczas pierwszego najazdu na Polskę. Zaludnienie tych terenów w tamtych czasach było małe. Trudne warunki przyrodnicze: gęste lasy, dzikie zwierzęta, uboga gleba, nie sprzyjały imigracji ludności.
W XIV w. tereny te należały do rodziny Jordanów, która wywodzi się od niemieckiego kolonisty Wilhelma. Jego potomkowie dorobiwszy się majątku w kopalniach soli, kupili w 1342 r. od króla Kazimierza Wielkiego sołectwo wsi Myślenice i uzyskali zgodę na kolonizację okolicznych terenów.
Osadę Łętownia (Lanthownia) założył Kazimierz Wielki mocą przywileju wydanego w Żarnowcu 27 sierpnia 1365 r. Historyczny teren wsi obejmował nie tylko obszar dzisiejszej Łętowni, ale także części Tokarni, Więciórki, Bogdanówki i Skomielnej Czarnej, założone w XV–XVII stuleciu. Pierwsi mieszkańcy wsi to wolni łowcy, pasterze i drwale.
Od XIV w. Łętownia z sąsiednimi wioskami należała do parafii w Pcimiu. W 1439 r. Katarzyna, wdowa po szlachetnym Zbyszku z Myślenic, oddaje Łętownię Janowi z Brzezia w zamian za Kojszówkę, z dopłatą 300 grzywien. Następnie dobra te trafiają w ręce Marcina Birowy z Przybenic, który mocą przywileju Kazimierza Jagiellończyka z 1451 r. przeniósł Łętownię z prawa polskiego na niemieckie, a następnie sprzedał ją wraz z Porębą, Trzemeśnią i Banowicami Andrzejowi z Jurczyc za 400 grzywien. Później dobra te przejął Jan Stojowski ze Stojowic, który w 1467 r. odstąpił większość z nich Andrzejowi Banowskiemu z Banowic. Ten z kolei sprzedał Łętownię za 85 węgierskich florenów żupnikowi krakowskiemu, a zarazem wójtowi myślenickiemu, Mikołajowi Jordanowi. Jordan wystawił we wsi prywatną kaplicę, której istnienie dało podstawy do podjęcia przezeń w 1488 r. starań o oderwanie się parafii w Łętowni od Pcimia, co przeprowadzono 10 listopada 1492 r. dekretem kardynała Fryderyka Jagiellończyka, mimo sprzeciwu Błażeja, plebana pcimskiego. Do nowej parafii należą wsie: Tokarnia, Węcierza, Skomielna Czarna, Naprawa, Wysoka, Bystra, Toporzysko, Chrobacze (dziś część Jordanowa), Malejowa (dziś w granicach Jordanowa), Skomielna Biała, Zaryte, Rdzawka, chwilowo Rabka, Spytkowice i Jordanów. W 1504 r. Aleksander Jagiellończyk potwierdził nadanie wsi Mikołajowi Jordanowi. W 1539 r. Łętownię przejął syn Mikołaja – Wawrzyniec Spytek Jordan. Na przełomie XV i XVI w. właścicielem Łętowni był Kacper Zebrzydowski, żonaty z Anną, córką Wawrzyńca Spytka Jordana.
Według inwentarza dóbr koronnych z dnia 11 maja 1643 r. w Łętowni było: 27 kmieci, 24 zagrodników, 11 zarębników, 50 komorników. Czynne były dwa młyny. W pierwszej połowie XVIII wieku właścicielami Łętowni byli hrabiowie Sierakowscy spokrewnieni z rodziną Stanisława Kostki, w wyniku I rozbioru Polski ich dobra przeszły pod panowanie Austrii.
Pierwszy kościół parafialny w Łętowni zbudowano w związku ze staraniami o ustanowienie parafii ok. 1488 r. (wcześniej kaplica husycka) na Glinikach. Drugi kościół wzniesiono w XV wieku (obok dworu, w tym miejscu rosną dęby znajdujące się pod ochroną nad strażnicą). W roku 1760 rozebrano go i przeniesiono do sąsiedniego Krzeczowa, gdzie stoi do dziś. Fundatorką nowego, dotychczas istniejącego Kościoła, którego budowę rozpoczęto około 1760 r., była Barbara Lisicka, żona Jana Lisickiego, który w pierwszej połowie XVIII w. był sołtysem Łętowni. Lisicki był znanym w okolicy hulaką, który zasłynął tym, że w 1734 r. w karczmie w Bystrej popijał ze słynnym zbójnikiem Józefem Baczyńskim. Jak zeznawał potem harnaś wieczór zakończyli we dworze w Sidzinie, gdzieśmy pili, tańcowali, broń moję Imci Pan Lisicki oglądał, ja też jego. Stąd posłaliśmy po księdza, który do na przyszedł i popochociliśmy sobie. Posłał też ksiądz po półgarnca wina, ktoreśmy wypili. Ta znajomość nie uratowała dziedzica przed obrabowaniem dworu i plebanii w Łętowni przez kompanię Baczyńskiego, kiedy ta wracała do swych kryjówek w okolicach Tokarni. 24 października 1765 r. Franciszek Padlewski poświęcił kościół ku czci apostołów Szymona i Judy Tadeusza. Fundatorka zmarła 20 kwietnia 1782 r. i została pochowana w podziemiach kościoła. Syn Barbary i Jana Lisickich – Ambroży Lisicki był proboszczem w Łętowni. Zbudował on ambonę i wieżę (1779 r.). Zmarł w 1817 r. Epitafium jego wykonane z marmuru znajduje się w kościele po lewej stronie nawy. Do parafialnego kościoła w Łętowni do roku 1856 należał również, jako filialny, kościół w Jordanowie.
W XIX wieku prawo patronatu przechodzi na rodzinę Lipskich, Romerową – wnuczkę Barbary Lisickiej, Aleksandra Rolę – Gadomskiego, następnie na rodzinę Kempnerów.
Ludność Łętowni była uboga, zajmująca się rolnictwem. Ich majątek to ziemia do 2 hektarów. Gospodarzy posiadających więcej ziemi i lasów było bardzo biewielu. W tej sytuacji ludzie młodzi, jeśli mieli takie możliwości, emigrowali do Ameryki lub na służbę do pobliskich miast. Pracę na miejscu mogli otrzymać tylko we dworach.
W latach międzywojennych działalność społeczna była w Łętowni bardzo rozwinięta. Powstało wiele organizacji społecznych, organizowano różne kursy, przeważnie dla kobiet. W tej działalności społecznej służyli pomocą dziedzic Łętowni – Marian Kempner oraz jego syn Stanisław.
Dzieje Łętowni były obszernie opisane, począwszy od XIV wieku. Kronika ta znajdowała się w parafialnej bibliotece na plebanii. W 1939 r. plebania oraz 81 domów zostały spalone przez Niemców, dlatego tak skąpe są obecnie wiadomości z dziejów Łętowni.
Na podstawie zapisów znajdujących się w archiwum Uniwersytetu Jagiellońskiego, Jalu Kurek w swoich kronikach opisuje dzieje dworu, który znajdował się w Łętowni w miejscu obecnego domu towarowego. Dwór ten spalił z zemsty najbogatszy gospodarz Łętowni, Franciszek Marszałek. Za ten czyn groziła mu kara śmierci przez wbicie na pal. Takie egzekucje odbywały się w Mogilanach k. Krakowa. Franciszek Marszałek po dokonaniu ww. czynu opuścił dom rodzinny i ukrył się w lasach. Po latach osiedlił się w Nowym Targu i tam sprawował funkcję sołtysa. Na ówczesne czasy było to stanowisko wysokie i dające spore dochody w postaci danin od ludności. F. Marszałek skupował ziemie i lasy, między innymi polanę (jak wówczas nazywano), na której później rozwinęło się Zakopane. Na podstawie tego zapisu Jalu Kurek udowadniał, że pierwszym założycielem i właścicielem Zakopanego był tenże Franciszek Marszałek – mieszkaniec Łętowni.
Oddzielna obszerna kronika dworów i ich właścicieli znajdowała się w bibliotece dworskiej. W czasie parcelacji dworu w marcu 1945 r., gdy wyrzucono na podwórze zawartość biblioteki, Marian Kempner - zapewne w odruchu rozpaczy - kronikę dworu kazał natychmiast spalić.
W latach okupacji niemieckiej ludność Łętowni żyła w wielkiej biedzie, spora część domów została spalona. Do coraz większej biedy doprowadzało obowiązkowe dostarczanie Niemcom zboża i bydła. W lasach ukrywali się partyzanci. W hitlerowskich obozach zginęło 6 osób, 3 osoby zostały zastrzelone w Łętowni, w bitwie o Anglię zginął por. pil. Stanisław Kowalcze od Jakubczęcia. W obozie niemieckim został zamordowany zakonnik Jan Brunon Zembol z roli Zembolowej – beatyfikowany przez Jana Pawła II 13 czerwca 1999 roku w grupie 108 błogosławionych męczenników.
Po wojnie wieś Łętownia bardzo się rozbudowała. Zniknęły chałupy kryte słomą, powstają domy coraz to bardziej nowoczesne. W gospodarstwach rolnych pracują przeważnie ludzie starsi, młodzież szuka pracy w miastach lub za granicą.

## Zabytki
Obiekt wpisany do rejestru zabytków nieruchomych województwa małopolskiego.
- Kościół parafialny pw. św. Szymona i św. Judy, ogrodzenie, otoczenie ze starodrzewiem.

## Religia
Miejscowość jest siedzibą rzymskokatolickiej parafii św. apostołów Szymona i Judy Tadeusza należącej do dekanatu Jordanów.